# Theridion longipili
Theridion longipili là một loài nhện trong họ Theridiidae.
Loài này thuộc chi Theridion. Theridion longipili được miêu tả năm 2004 bởi Seo.